# Apocephalus pseudocercus
Apocephalus pseudocercus är en tvåvingeart som beskrevs av Brown 1997. Apocephalus pseudocercus ingår i släktet Apocephalus och familjen puckelflugor. Inga underarter finns listade i Catalogue of Life.